# Cyttaria nigra
Cyttaria nigra är en svampart som beskrevs av Rawlings 1956. Cyttaria nigra ingår i släktet Cyttaria och familjen Cyttariaceae.   Inga underarter finns listade i Catalogue of Life.